# Bruant à ventre jaune
Emberiza affinis
Espèce
Statut de conservation UICN

 LC  : Préoccupation mineure
Le Bruant à ventre jaune (Emberiza affinis) est une espèce de la famille des Emberizidae.

## Liste des taxons de rang inférieur
Liste des sous-espèces selon GBIF (15 mai 2021) :
- Emberiza affinis subsp. affinis
- Emberiza affinis subsp. nigeriae Bannerman & Bates, 1926
- Emberiza affinis subsp. omoensis Neumann, 1905
- Emberiza affinis subsp. vulpecula Grote, 1921

## Systématique
Le nom scientifique complet (avec auteur) de ce taxon est Emberiza affinis Heuglin, 1867.
Ce taxon porte en français le nom vernaculaire ou normalisé suivant : Bruant à ventre jaune,.